# Columbograma

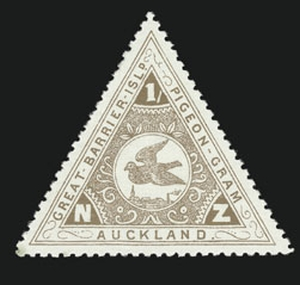
El sello emitido para "Correo por paloma" por la "Great Barrier Pigeongram Agency".

El columbograma (inglés: pigeongram) es un mensaje transportado por una paloma mensajera. Ya desde los tiempos antiguos esta clase de transporte fue habitual para transmitir mensajes urgentes sobre todo a las tropas. Fue durante el siglo XIX cuando más se utilizó para fines civiles incluso emitiéndose sellos específicos para esta clase de correo. Desde la Segunda Guerra Mundial desapareció para fines civiles debido a los modernos medios de telecomunicación y en la actualidad sólo se utiliza por determinadas unidades militares y en caso de conflicto bélico cuando están cortadas todas las otras formas de comunicación.
En 1897 se estableció en Nueva Zelanda el The Great Barrier Pigeongram Service para el transporte de columbogramas entre Auckland y la Isla Gran Barrera, a 100 km de distancia y a partir de 1898 se emitieron sellos especiales.